# Archäologische Stätte von El Julan
Die archäologische Stätte von El Julan (spanisch Zona Arqueológica de El Julan) liegt im Südosten der Insel El Hierro auf dem Gebiet der Gemeinde El Pinar. Auf dem ausgedehnten Gelände befinden sich an verschiedenen Stellen Funde aus der Zeit vor der Eroberung der Kanarischen Inseln im 15. Jahrhundert. Im Besucherzentrum des Kulturparks von El Julan (spanisch Centro de Interpretación del Parque Cultural de El Julan) werden die Besonderheiten der Fundstellen dargestellt. Der gesamte Komplex wurde zum Bien de Interés Cultural erklärt.

## El Julan
El Julan ist ein weitläufiges, ausgedehntes Ödland im Südosten der Insel El Hierro. Es erstreckt sich zwischen dem Bergrücken, der die Insel in ihrer Mitte durchzieht, und den Steilküsten auf der Südseite der Insel. Die Ende des 19. Jahrhunderts bekannt gewordenen Fundstellen von Petroglyphen befinden sich auf einem oberirdischen Lavastrom, der der Neigung des Geländes folgt. Weitere bedeutende archäologische Funde im Umfeld führten dazu, dass das Gebiet heute als eines der bedeutendsten historischen Ensembles der Kanarischen Inseln gilt.

## Petroglyphen
Innerhalb des Gebietes der Archäologischen Stätte von El Julan liegen die Fundstellen „Los Letreros“ und „Los Números“. Hier wurden Petroglyphen gefunden, die bereits im 19. Jahrhundert durch wissenschaftliche Untersuchungen, auch im Ausland, auf Interesse stießen. An beiden Fundstellen zusammen befinden sich mehr als 200 bearbeitete, als „Paneele“ bezeichnete Steinoberflächen, auf denen Zeichen zu erkennen sind.  Die vertieften Linien wurden in den meisten Fällen durch Schläge mit harten Steinen auf die Oberfläche des Felsens geschaffen. Nur in wenigen Fällen wurden die Zeichen durch Einritzen oder Schaben erzeugt.
Nach ihren Motiven werden drei Arten von Zeichen unterschieden. Die geometrischen Motive enthalten einfache, z. T. aber auch komplizierte Kreisformen, gebogene Linien, Ovale, Spiralformen, Mäanderformen, Gerade und Labyrinthe. Die figurativen Abbildungen zeigen erkennbare Formen von Objekten, wenn auch in einer schematischen Darstellung. Häufig vorkommende Formen sind die Spuren von Füßen, die als Podomorfos bezeichnet werden. Das wissenschaftliche Interesse konzentriert sich besonders auf die Schriftzeichen, die in gleicher oder ähnlicher Form auf allen Kanarischen Inseln gefunden wurden. Sie werden als libysch-berberische Inschriften bezeichnet. Die Menge der mit Petroglyphen versehenen Flächen und die stilistischen Unterschiede lassen vermuten, dass sie zu unterschiedlichen Zeiten von unterschiedlichen Personen angefertigt wurden. Das könnte in einem wiederholt stattfindenden Ritual geschehen sein.

## Steinkreis
Um einen freien Platz mit einem Durchmesser von 8,5 m sind Sitze aus aufgeschichteten Steinplatten angeordnet. Er liegt etwa 300 m über dem Meeresspiegel. In Anlehnung an den Begriff, den die Ureinwohner Teneriffas für einen solchen Platz verwendeten, wird er meist als „Tagoror“ bezeichnet. Man nimmt an, dass die Bimbaches  an diesem Ort gesellschaftspolitische Versammlungen, Feste oder Rituale abhielten.

## Opferaltäre
Auf dem Gebiet der Archäologische Stätte von El Julan wurden an zwölf Stellen Brandopfer-Altäre (spanisch Aras de sacrificio) gefunden. Sie werden von der Bevölkerung als kleine Öfen (spanisch Hornillos) bezeichnet. Die Altäre haben ein einheitliches Bauschema: Auf einem kreisförmigen, aus flachen Steinen gebildeten Sockel von 80 cm bis 130 cm befinden sich die eigentlichen Opferstellen, die sich nach oben verjüngen. Sie haben einen Innendurchmesser von 80 cm bis 160 cm und einen Außendurchmesser von 130 cm bis 210 cm. Die Höhe beträgt 30 cm bis 100 cm. Im Inneren wurden verkohlte Reste von jungen Ziegen und Schweinen gefunden.

## Muschelhaufen
Auf dem Gebiet der Archäologischen Stätte von El Julan gibt es Muschelhaufen (spanisch Concheros). In ihnen wurden Schalen von Meeresschnecken, Muscheln, Fischresten und Steinwerkzeuge gefunden. Da die Entfernung zum Meer erheblich ist und es keine Wasserstelle in der Nähe gibt, geht man davon aus, dass es sich nicht um Stellen handelt, an der die gesammelten Schnecken, Muscheln und Fische verarbeitet wurden, sondern diese in Gemeinschaft an diesen Orten verzehrt wurden.

## Hüttensiedlungen
Über das gesamte Gelände verteilt finden sich Gruppen von jeweils drei bis vier runden Häusern aus Stein. Sie waren zur Hälfte in der Erde eingegraben. Darüber hinaus gibt es kleine, aus Stein errichtete, halbkreisförmige Gebäude, die „Taros“ genannt werden. Da sie an Punkten platziert wurden, die für die Überwachung der Herden von Bedeutung waren, nimmt man an, dass es sich dabei um Schutzhütten der Hirten handelte.

## Schutz der Fundstellen
Die Petroglyphen der Archäologischen Stätte von El Julan sind durch das Gesetz zum Schutz des Historischen Erbes Spaniens vom 25. Juni 1985 geschützt. Durch den Beschluss der Dirección General de Patrimonio Histórico vom 25. Februar 1992 wurde das Gelände abgegrenzt. Das Gebiet kann heute nur noch im Rahmen von Führungen mit begrenzter Teilnehmerzahl und nach vorheriger Anmeldung besucht werden. Neben den Einwirkungen von Menschen auf die ortsfesten historischen Fundstücke, die durch die Schutzmaßnahmen vermieden werden sollen, führt auch die natürliche Erosion zu Verlusten. Die Funde wurden mit verschiedenen Verfahren genau erfasst und inventarisiert.